# Leander Dendoncker
Leander Dendoncker (* 15. April 1995 in Passendale) ist ein belgischer Fußballspieler. Der Mittelfeldspieler steht bei Aston Villa unter Vertrag und ist Nationalspieler.

## Karriere
Leander Dendoncker durchlief seit 2009 die Jugendmannschaften des RSC Anderlecht. Sein Jupiler-Pro-League-Debüt gab Dendoncker am 1. August 2014 beim 2:0-Auswärtssieg über den KV Ostende. Ab der Saison 2016/17, in der er mit seinem Verein Belgischer Meister wurde, etablierte sich Dendoncker als Stammspieler bei Anderlecht. In der Saison 2017/18 gab er sein Debüt in der Champions League und stand bei allen sechs Gruppenspielen auf dem Platz. Anderlecht schied unter anderem gegen den FC Bayern München als Gruppenletzter aus dem Turnier aus.
Zur Saison 2018/19 wechselte Dendoncker zunächst für ein Jahr auf Leihbasis in die Premier League zu den Wolverhampton Wanderers. Er absolvierte unter dem Cheftrainer Nuno Espírito Santo 19 Premier-League-Spiele (17 davon in der Startelf), in denen er 2 Tore erzielte. Zur Saison 2019/20 erwarben die Wolverhampton Wanderers auf Grundlage einer Kaufpflicht schließlich die Transferrechte an Dendoncker. In dieser Saison stand Dendoncker in allen 38 Ligaspielen auf dem Feld, davon 32-mal in der Startelf. Zudem stellte er in einem Spiel gegen Brighton & Hove Albion mit gelaufenen 13,21 Kilometern einen neuen Rekord auf. In der Saison 2020/21 kam der defensive Mittelfeldmann auf 33 Einsätze. Im Dezember 2020 verlängerte Dendoncker seinen Vertrag bei den Wolverhampton Wanderers bis 2023. Im Jahr 2022 wechselte er zu Aston Villa, die ihn im Januar 2024 an den SSC Neapel verliehen. Ende August 2024 folgte per Leihe die Rückkehr zu seinem Jugendklub RSC Anderlecht. Er bestritt dort 30 von 35 möglichen Ligaspielen, in denen er zwei Tore schoss, fünf Pokalspiele mit einem Tor und acht Spiele in der Europa League.
Bei der infolge der COVID-19-Pandemie erst 2021 ausgetragenen  Fußball-Europameisterschaft 2020 gehörte er zum belgischen Kader. Er absolvierte drei Spiele (die ersten beiden Gruppenspiele, nach denen feststand, dass Belgien weiterkam, sowie einen Kurzeinsatz im Achtelfinale). Im Viertelfinale schied Belgien gegen Italien aus.